# Cheilanthes leachii
Cheilanthes leachii là một loài thực vật có mạch trong họ Adiantaceae. Loài này được (Schelpe) Schelpe miêu tả khoa học đầu tiên năm 1967.